# Klasična mehanika
Klasična mehanika ili Newtonova mehanika je dio klasične fizike koji obuhvaća mehaniku čestica utemeljenu na Newtonovim zakonima mehanike i Galileijevu načelu relativnosti: gravitaciju, mehaniku krutoga tijela, mehaniku fluida, mehaniku titranja i mehaniku širenja valova u elastičnom sredstvu.
Osnove moderne mehanike su postavili Galileo Galilei (1564. – 1642.) i Isaac Newton (1643. – 1727.). Do kraja 19. stoljeća se smatralo da je ono što danas zovemo klasičnom mehanikom konačna fizikalna istina o svemiru. Međutim, na prijelazu 19. u 20. stoljeće, rađaju se nove ideje te se na stare probleme počelo gledati s novog stanovišta, što je urodilo stvaranjem kvantne mehanike i teorije relativnosti. Danas znamo da je klasična mehanika samo aproksimacija jedne više istine o materiji, prostoru i vremenu koja, unatoč uznapredovalim znanjima i tehnologiji, nije još ni izbliza u potpunosti otkrivena.

## Newtonovi zakoni
Newtonovi zakoni su 4 temeljna aksioma mehanike:
- Prvi Newtonov zakon (zakon tromosti ili inercije) tvrdi da svako tijelo ostaje u stanju mirovanja ili jednolikoga gibanja po pravcu dok ga neka vanjska sila ne prisili da to stanje promijeni. Taj je aksiom Newton preuzeo od Galilea Galileija, koji ga je izveo već 1638.
- Drugi Newtonov zakon (zakon gibanja) tvrdi da promjena količine gibanja razmjerna je sili koja djeluje, a odvija se u smjeru te sile. Kako je Newton količinom gibanja nazivao produkt mase i brzine (m · v), taj aksiom istovremeno određuje ili definira silu (F) i uvodi fizikalnu veličinu masu kao svojstvo tijela:

{\displaystyle F={\frac {\Delta (m\cdot v)}{\Delta t}}}
gdje je: t - vrijeme. U klasičnoj mehanici, pod pretpostavkom konstantnosti ili nepromjenjivosti mase, jednakost poprima oblik:
{\displaystyle F=m\cdot {\frac {\Delta v}{\Delta t}}=m\cdot a}
i time se uvodi veličina koja se naziva ubrzanje ili akceleracija a. Iz Newtonove definicije slijedi da se sila može očitovati i kao promjena mase. To omogućuje da se klasična mehanika javlja kao poseban slučaj teorije relativnosti za brzine koje nisu bliske brzini svjetlosti.
- Treći Newtonov zakon (zakon akcije i reakcije) tvrdi da uz svaku silu koja proizlazi iz djelovanja okoline na tijelo javlja protusila ili reakcija koja je iznosom jednaka sili, ali je suprotnoga smjera.
- Newtonov zakon gravitacije tvrdi da se bilo koja dva tijela ili čestice uzajamno privlače silom razmjernom njihovim masama m1 i m2, a obrnuto razmjernom kvadratu njihove udaljenosti r :

{\displaystyle F=G\cdot {\frac {m_{1}\cdot m_{2}}{r^{2}}}\ }
gdje je:
- F - uzajamna sila privlačenja između dva tijela (kg), i vrijedi F = F1 = F2,
- G - univerzalna gravitacijska konstanta koja otprilike iznosi 6.67428 × 10−11 N m2 kg−2,
- m1 - masa prvog tijela (kg),
- m2 - masa drugog tijela (kg), i
- r - međusobna udaljenost između središta dva tijela (m).[2]

### Galileijevo načelo relativnosti
Galileijevo načelo relativnosti je načelo klasične fizike za preračunavanje koordinata i brzina čestica između dvaju inercijskih sustava koji se jedan u odnosu na drugi gibaju stalnom brzinom. Vrijedi samo za male brzine. Za brzine bliske brzini svjetlosti vrijede Lorentzove transformacije.

## Povijest klasične mehanike
Povijest klasične mehanike, kao i drugih grana fizike (povijest fizike), usko je povezana s razvojem kulture i civilizacije čovječanstva, a sastoji se uglavnom od tri glavna razdoblja: antičke mehanike, srednjovjekovne mehanike i klasične ili Newtonove mehanike, koja obuhvaća i analitičku mehaniku. Mnogi povijesni spomenici govore da su se ljudi bavili mehanikom i u dalekoj prošlosti. Piramide drevnog Egipta, viseći vrtovi Babilona, Stonehenge, hramovi i luke stare Grčke, mostovi i vodovodi starog Rima i mnoge druge građevine, dokazuju da su ljudi već u starom vijeku raspolagali s iskustvenim znanjima s područja mehanike. Ljubljanski drveni kotač je najstariji drveni kotač s osovinom na svijetu, a star je oko 5150 godina. Osim toga, drevni ljudi su se dosta bavili nebeskom mehanikom, promatranjem i proučavanjem gibanja nebeskih tijela, pa se može reći da su prvi početci mehanike istodno s početcima ljudske civilizacije i religije. Mehanizam iz Antikitere je složen mehanički uređaj sa zupčanicima i brojčanicima, a služio je za predviđanje položaja planeta, Sunca i Mjeseca i pretpostavlja se da potječe od 150. do 100. pr. Kr.

### Jednostavni strojevi
Jednostavni stroj je povijesni naziv za razne alate ili naprave koje su povećavale omjer uložene i dobivene sile. Jednostavni strojevi su omogućili čovjeku da obavi radove koji su zahtijevali snagu koja je bila veća od njegove, to jest omogućili su iskorištavanje snage vjetra, snage vode, i snage gorivih tvari. Bez njih bio je nezamisliv napredak, a čovjek bi još uvijek bio na primitivnom stupnju razvoja. Jednostavni strojevi su:
- poluga
- kotač i osovina
- koloturnik i kolotura
- kosina
- klin
- vijak.

## Važniji pojmovi
- Brzina
- Deformacija
- Energija
- Gibanje
- Gravitacija
- Gustoća
- Impuls sile
- Tromost (inercija)
- Količina gibanja
- Princip stacionarnog djelovanja
- Krutost
- Kutna brzina
- Kutno ubrzanje
- Masa
- Moment
- Moment inercije
- Naprezanje
- Putanja
- Rad
- Sila
- Snaga
- Težina
- Tlak
- Ubrzanje
- Uzgon
- Vrijeme

## Vanjske poveznice
- Web courseware Povijest fizike  Arhivirana inačica izvorne stranice od 2. kolovoza 2012. (Wayback Machine)